# Ținutul Ierului

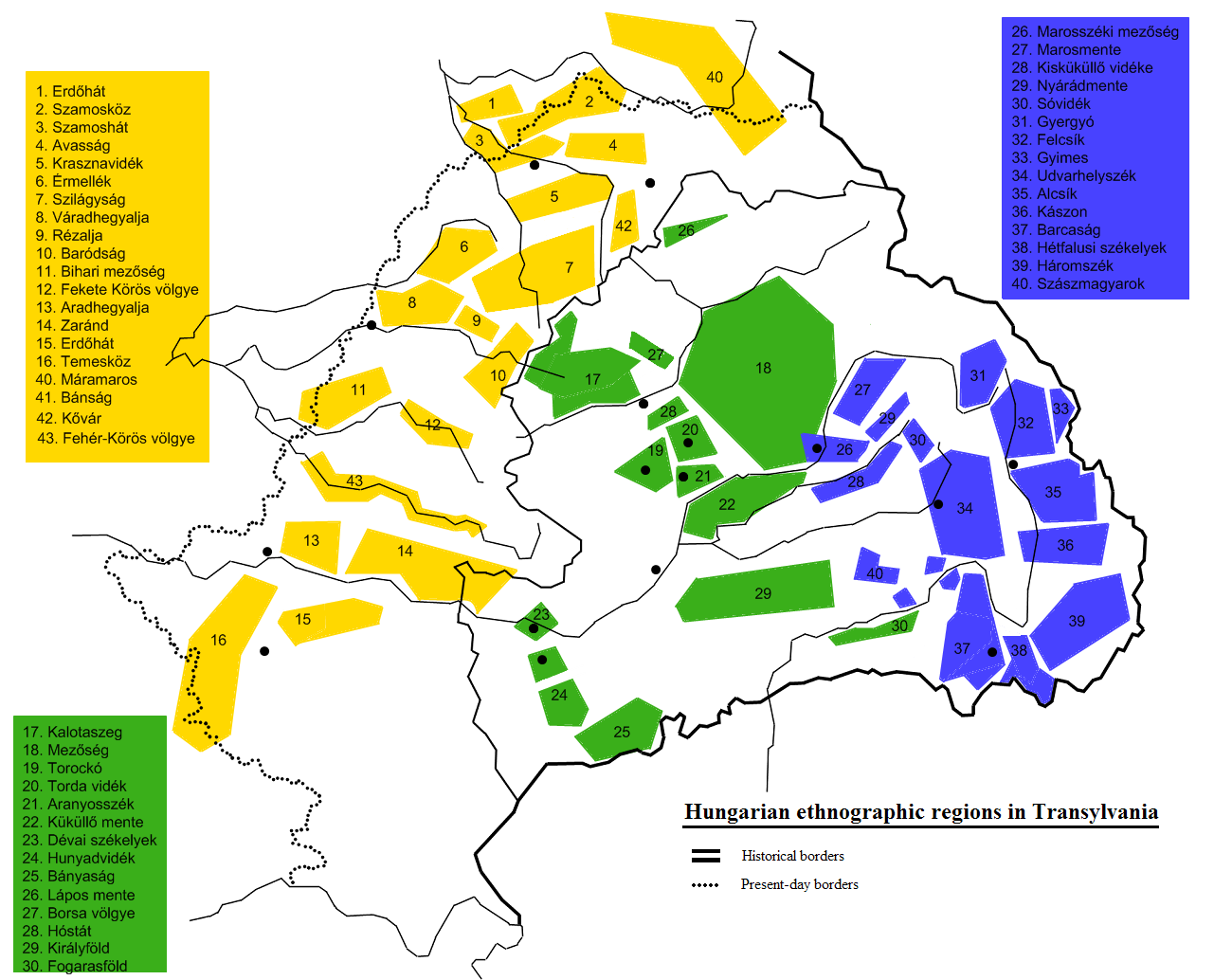
Regiunile etnografice maghiare din Transilvania. La poziția 6 de regăsește regiunea etnografică Érmellék (Ținutul Ierului).

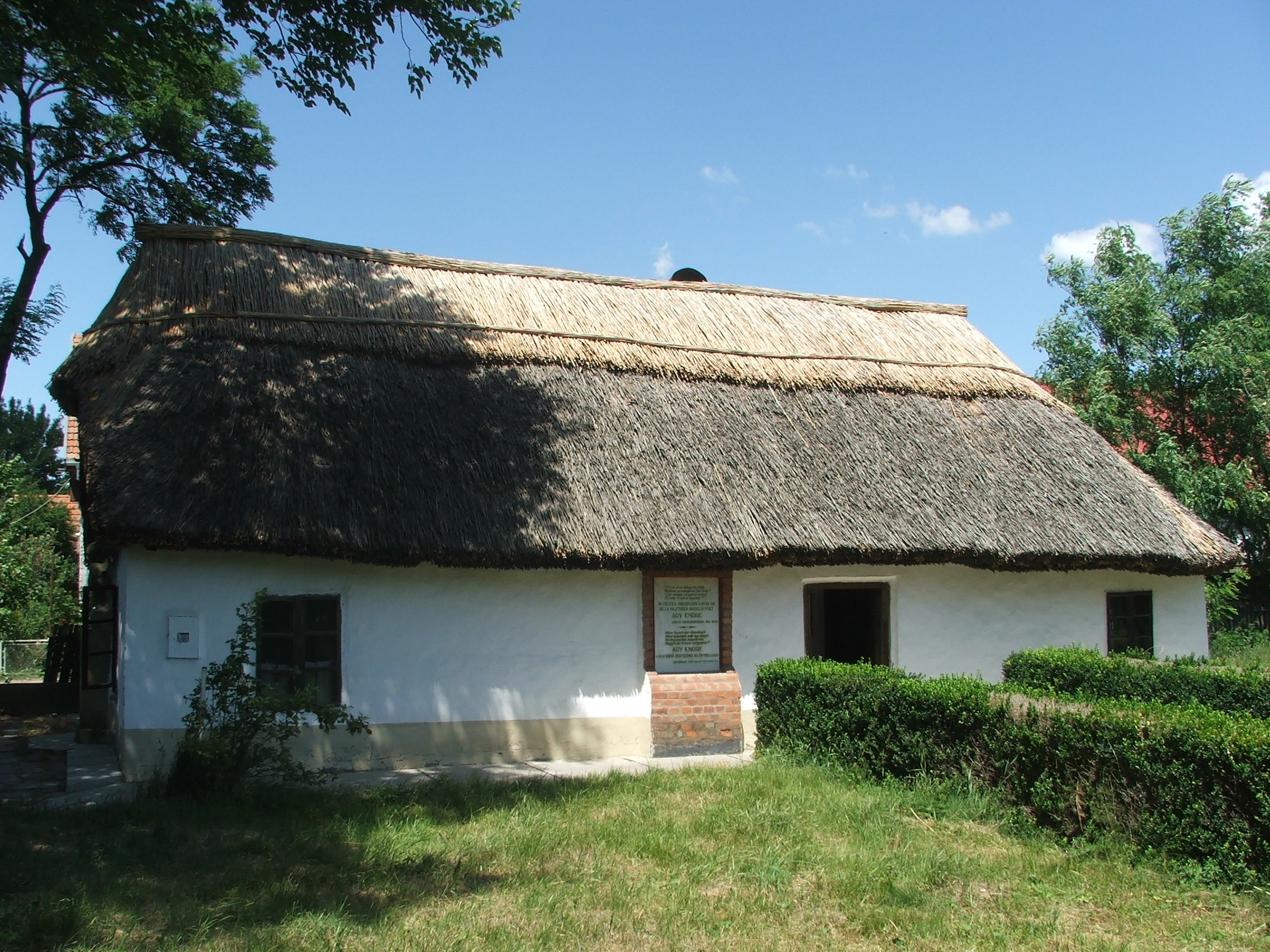
Casa memorială Endre Ady, comuna Căuaș, Satu Mare

Ținutul Ierului (în maghiară Érmellék) este o zonă etnografică maghiară localizată în bazinul râului Ier. Actual se află din punct de vedere administrativ pe teritoriile județelor Sălaj, Satu Mare și Bihor.